# Тихоокеанская школа религии
Тихоокеанская школа религии (англ. Pacific School of Religion) — экуменическая семинария в г. Беркли, Калифорния. Входит в Аспирантский богословский союз. Аффилирована с Объединённой церковью Христа, Объединённой методистской церковью и «Учениками Христа». К этим трём деноминациям принадлежит более половины студентов семинарии. В Тихоокеанской школе религии проходят обучение служители культа самых разных религиозных традиций и деноминаций: буддизма, иудаизма, язычества, пятидесятничества и католицизма.

## История
Тихоокеанская школа религии была основана в Сан-Франциско в 1866 г. как Тихоокеанская теологическая семинария. Это была первая протестантская теологическая семинария к западу от реки Миссисипи. Вскоре после основания семинария переместилась в Окленд, а в 1901 г. — в Беркли. В 1916 г. семинария получила своё нынешнее название. В 1962 г. Тихоокеанская школа религии профинансировала создание Аспирантского богословского союза, а в 1964 г. вошла в него. На протяжении своей истории, Тихоокеанская школа религии тесно сотрудничала с Калифорнийским университетом в Беркли.
В 1971 г. семинарию закончил первый открытый гей. С тех пор Тихоокеанская школа религии является лидером по защите прав ЛГБТ в религиозной среде. В 2000 г. при семинарии был создан Центр лесбийских и гомосексуальных исследований в религии и духовенстве. Основная деятельность центра направлена на исследования в области сексуальности, сексуальной ориентации/идентичности в сфере религии.

## Известные выпускники и преподаватели
- Джей Стиллсон Джуда